# Petr Hájek (architekt)
Petr Hájek (* 18. dubna 1970, Karlovy Vary) je český architekt, spoluzakladatel architektonické kanceláře HŠH architekti, zakladatel architektonické kanceláře Petr Hájek Architekti a pedagog na univerzitách s technickým a uměleckým zaměřením. V roce 2018 získal cenu Architekt roku.

## Životopis

### Vzdělání
Vysokoškolské vzdělání začal v roce 1988 studiem na Fakultě architektury při Českém vysokém učením technickém v Praze. Později v roce 1995 absolvoval na Škole architektury na Akademii výtvarných umění v Praze (AVU).

### Odborná a profesní činnost
V roce 1998 založil společně s Tomášem Hradečným a Janem Šépkou architektonickou a projekční kancelář HŠH architekti, od září 2015 fungující jako společnost HXH architekti, s.r.o., pro kterou je jednatelem a společníkem. V roce 2001 se stal spoluzakladatelem a předsedou správní rady nadačního fondu na podporu umění a talentu Art-Now (kde působí doposud) a zakladatelem Laboratoře Experimentální Architektury (LEA). V letech 2001–2005 byl členem redakční rady odborného časopisu Architekt a časopisu Ad architektura. Od roku 2009 jedná pod jménem své vlastní architektonické kanceláře Petr Hájek Architekti, s.r.o.

### Pedagogická a akademická činnost
Od roku 2004 působí jako pedagog na Fakultě architektury ČVUT, kde byl v roce 2010 jmenován docentem v oboru teorie architektury: „Kombinace funkcí v architektuře“ a v roce 2017 profesorem v oboru architektury. Na této fakultě od roku 2012 působí také jako školitel doktorského studia a v Odborové radě PGS oboru Architektura, teorie a tvorba Fakulty architektury ČVUT. Mimo Prahu založil Virtuální studio na Vysoké škole výtvarných umění v Bratislavě, kde také působí jako profesor na katedře Architektonické tvorby, na Technické univerzitě v Liberci byl členem Vědecké a umělecké rady děkana Fakulty umění a architektury.

## Dílo

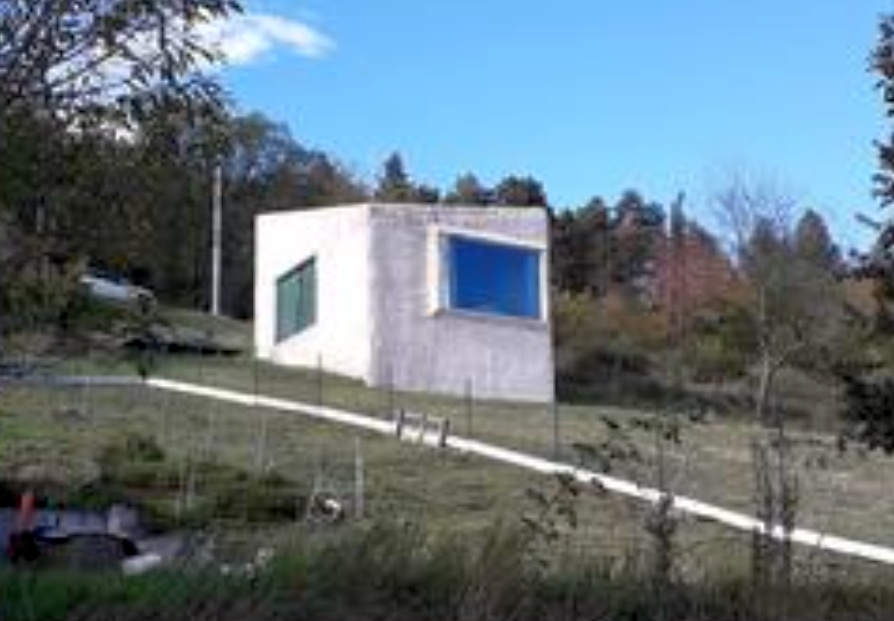
2000–2009: „Vila Hermína“, Černín

Výběr významných realizací. V závorce je uvedeno datum dokončení realizace.

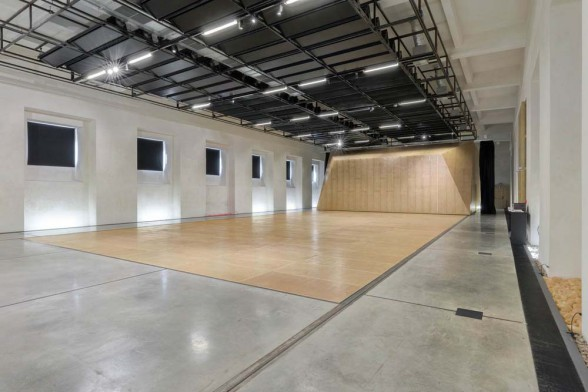
Jízdárna v Litomyšli

- Rekonstrukce Horního náměstí, Olomouc (2001)
- Úpravy Jiřského náměstí a Vikářské ulice, Pražský hrad (2002) – umístění původní barokní kašny a mobiliáře
- Rodinný dům Pszczólkových, Beroun (2004)
- Arcidiecézní muzeum, Olomouc (2006) – rekonstrukce a vznik prostorů pro muzeum
- Vila Hermína, Černín, okres Beroun (2009) – vila v terénu, která má částečně netradičně šikmé podlahy
- Krkonošské centrum environmentálního vzdělávání, Vrchlabí (2013)
- Dům Chameleon, Lipence, Praha (2014)[2]
- Revitalizace budov a parku na Zámeckém návrší v Litomyšli (2014) – rekonstrukce a dostavba kočárovny, konírny, jízdárny a multifunkčního sálu
- Terasy Paláce Lucerna, Praha (2017) – přestavba teras pro pořádání kulturních akcí
- Dostavba Centra současného umění DOX (DOX+), Holešovice, Praha (2017) – multifunkční sál a s pobytovou střechou sloužící též jako hlediště
- Rekonstrukce Letenské vodárenské věže, Letná, Praha (2018)
- Věčná loviště – zvířecí krematorium, Drnov, Žižice, okres Kladno (2021)[3]

## Ocenění
- 2018 – Titul Architekt roku
- 2018 – 1. Místo v mezinárodní vyzvané soutěži na konverzi bývalých jatek v Ostravě na galerii
- 2016 – 1. Místo v soutěži na národní pavilón na světové výstavě architektury Biennale di Venezia
- 2015 – Čestné uznání za realizaci KCEV v mez. soutěži o ekolog. architekturu ve Ferraře za rok 2015
- 2014 – Cena za nejlepší architektonickou realizaci ČR 2014 – KCEV
- 2014 – Cena Stavba roku Královéhradeckého kraje za KCEV 2014
- 2014 – Evropská Piranesiho cena – čestné uznání za KCEV
- 2013 – 2. místo ve vyzvané mezinárodní architektonické soutěži na studentské koleje v Berlíně
- 2012 – 2. místo ve vyzvané architektonické soutěži na obytný dům Sněžka v Peci pod Sněžkou
- 2012 – Cena rektora ČVUT za aplikaci výsledků výzkumné práce v praxi za projekt „Anastomosis“
- 2010 – Nominace na evropskou cenu /Mies van der RoheAward/ za realizaci projektu Obytné kontejnery
- 2009 – Cena Rudolfa Eitelbergera za realizaci obnovy Horního náměstí v Olomouci
- 2009 – 1. místo ve vyzvané mezinárodní soutěži – Nemocnice Mariánské Lázně
- 2007 – Cena Stavba roku 2007 za realizaci Arcidiecézního muzea v Olomouci
- 2006 – Nominace za ČR na evropskou cenu /Mies van der Rohe Prize/ za realizaci Arcidiecézního muzea
- 2005 – Bauwelt prize
- 2004 – 3. Místo v soutěži na návrh nové budovy Fakulty architektury ČVUT
- 2001 – 3. místo v mezinárodní soutěži na Národní knihovnu v Praze
- 1998 – 1. místo v soutěži na Arcidiecézní muzeum v Olomouci
- 1997 – 1. místo v soutěži na úpravy Jiřského náměstí a Vikářské ulice na Pražském hradě
- 1995 – 1. místo v soutěži na úpravy Horního náměstí v Olomouci